# سباستیانو لونگو
سباستیانو لونگو (انگلیسی: Sebastiano Longo؛ زادهٔ ۵ ژانویهٔ ۱۹۹۸) بازیکن فوتبال است.
از باشگاه‌هایی که در آن بازی کرده‌است می‌توان به باشگاه فوتبال پارما اشاره کرد.